# なみの亜子
なみの 亜子（なみの あこ、1963年11月28日 - ）は、日本の歌人。「塔」短歌会所属。本名、大井亜紀子。

## 経歴
愛知県生まれ。関西外国語大学外国語学部卒業。1999年、塔短歌会入会。河野裕子、永田和宏、花山多佳子に師事。2003年、短歌評論誌『D・arts』参加。同年、大阪より奈良県西吉野村の山間集落へ移住。築百年の茅葺家屋に暮らす。2004年、「うたの虚空ー花山多佳子を読む」で『塔』創刊五十周年記念評論賞受賞。2005年、「寺山修司の見ていたもの」で第23回現代短歌評論賞を受賞。同年より「塔」編集委員となる。2013年第三歌集『バード・バード』で、第9回葛原妙子賞を受賞。現代歌人協会会員、NHK学園短歌講師、牧水研究会会員、「短歌研究」うたうクラブコーチ。

## 著書
- 第一歌集『鳴（メイ）』砂子屋書房、2006年（栞執筆者／米川千嘉子、谷岡亜紀、吉川宏志　＊帯文／永田和宏）
- 第二歌集『ばんどり』青磁社、2009年（帯文／河瀬直美）
- 第三歌集『バード・バード』砂子屋書房、2013年
- 第四歌集『「ロフ」と言うとき』砂子屋書房、2017年
- 第五歌集『そこらじゅう空』砂子屋書房、2021年